# Grupo Amalteia
Grupo Amalteia, ou satélites interiores, é o grupo de quatro pequenos satélites de Júpiter que estão mais próximos dos satélites galileanos. Dada a distância relativamente curta entre estas luas e Júpiter, os efeitos da maré acabam por sincronizar a rotação destes satélites. As quatro luas têm órbitas relativamente circulares e pouco inclinadas em relação ao plano equatorial de Júpiter.
Estes satélites estão intimamente interligados com os anéis de Júpiter e servem tanto de fonte como escoadouro do material dos anéis. A distância entre seus semi-eixos maiores é de 128.000 e 222.000 quilômetros.
Este grupo é composto dos seguintes satélites (listados em ordem de distância de Júpiter):
- Métis (43 km de diâmetro): é o satélite mais próximo, e gira ao redor de Júpiter em 7 horas, aproximadamente. A sua distância média é de 127.960 km.
- Adrastea (16 km de diâmetro): orbita Júpiter a uma distância média de 128.980 km.
- Amaltéia (172 km de diâmetro): é o maior dos quatro satélites, por isso dá nome ao grupo. Encontra-se a uma distância de 181.300 km de Júpiter.
- Tebe (96 km de diâmetro):é o satélite mais distante do grupo, a 221.900 km de Júpiter.

Partículas provenientes das luas Metis e Amaltéia fornecem material para os anéis de Júpiter. Tal como as luas internas de Saturno, é provável que estes quatro satélites tenham sido destruídos por cometas e mais tarde reconstruídos pela ação da gravidade ao longo da história do sistema solar.

## Galeria de imagens obtidas pela sondaGalileo

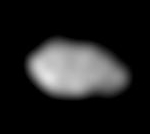
Imagem de Métis
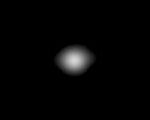
Imagem de Adrastea
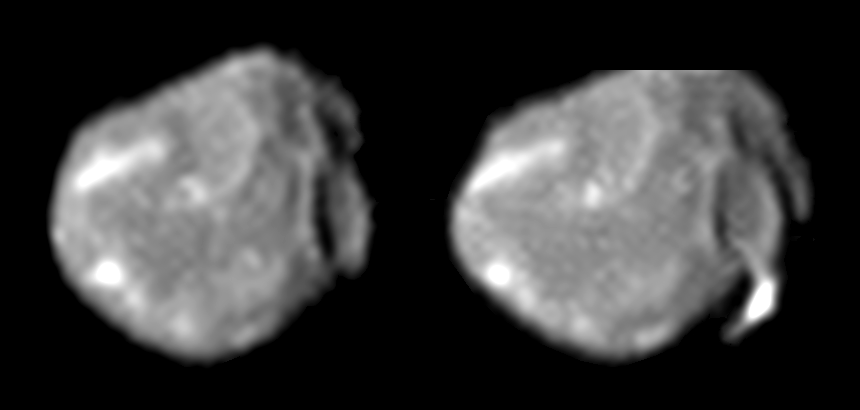
Imagem de Amaltéia
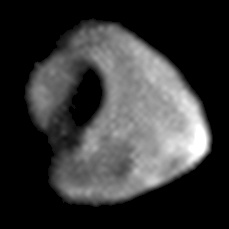
Imagem de Tebe